# Fórmula 5000 Estadounidense
La Fórmula 5000 Estadounidense fue un campeonato disputado en Estados Unidos desde 1967 hasta 1976, con monoplazas de Fórmula 5000. En 1977, el SCCA revivió la Can-Am al adaptar carrocerías de sport prototipos a los Fórmula 5000. Dicho certamen se disputó por última vez en 1986.
Fue organizado por el Sports Car Club of America, disputándose como campeonato nacional de Estados Unidos hasta 1976. El nombre Fórmula 5000 se refiere a los motores atmosféricos varilleros de 5,0 litros de cilindrada, la mayoría de ellos Chevrolet de 500 CV.
Otros campeonatos de monoplazas utilizaron el reglamento Fórmula 5000 SCCA, tales como la Tasman Series, el principal campeonato de Australia y Nueva Zelanda.

## Circuitos
| - Brainerd (1968-1972) - Bridgehampton (1967) - Continental Divide (1967-1969) - Dallas (1970) - Edmonton (1970-1972) - Laguna Seca (1968-1975) - Lake Tahoe (1967) - Lime Rock Park (1968-1972) | - Long Beach (1975) - Michigan (1973) - Mid-Ohio (1970-1971, 1973-1976) - Mont-Tremblant (1967, 1969-1970) - Mosport Park (1968-1970, 1974-1976) - Ontario (1974) - Pocono (1973, 1975-1976) - Riverside (1969-1976) | - Road America (1968-1976) - Road Atlanta (1972-1973, 1975-1976) - Sears Point (1969-1970) - Seattle (1969-1971, 1973) - Sebring (1969-1970) - Thompson (1968-1969) - War Bonnet (1967-1968) - Watkins Glen (1972-1976) |

## Campeones
| Año  | Piloto         |
| ---- | -------------- |
| 1967 | Gus Hutchison  |
| 1968 | Lou Sell       |
| 1969 | Tony Adamowicz |
| 1970 | John Cannon    |
| 1971 | David Hobbs    |
| 1972 | Graham McRae   |
| 1973 | Jody Scheckter |
| 1974 | Brian Redman   |
| 1975 | Brian Redman   |
| 1976 | Brian Redman   |

## Pilotos destacados
| Piloto         | Títulos | Victorias |
| -------------- | ------- | --------- |
| Brian Redman   | 3       | 16        |
| David Hobbs    | 1       | 13        |
| Mario Andretti | 0       | 7         |
| John Cannon    | 1       | 6         |
| Lou Sell       | 1       | 5         |
| Jody Scheckter | 1       | 4         |
| Graham McRae   | 1       | 3         |
| Brett Lunger   | 0       | 3         |
| Sam Posey      | 0       | 3         |